# 謝爾比縣 (密蘇里州)
謝爾比縣（英語：Shelby County）是美國密蘇里州東北部的一個縣。面積1,301平方公里。根據美國2000年人口普查，共有人口6,799人。縣治謝爾比維爾（Shelbyville）。
成立於1835年1月2日。縣名以肯塔基州第一、五任州長伊薩克·謝爾比（Issac Shelby）。